# Дважды рождённый
«Дважды рождённый» — советский художественный фильм 1983 года, поставленный режиссёром Аркадием Сиренко по сценарию Виктора Астафьева и Евгения Федоровского.

## Сюжет
Белое море. Весной 1942 года пароход с ранеными оказался под обстрелом немецких самолётов и был потоплен немцами. Немецкий ас нервничает: ему никак не удаётся «достать» последнего оставшегося в живых русского. Восемнадцатилетний солдат-новобранец, чудом спасаясь от преследования с воздуха, с отчаянным упорством несёт весть о героической гибели боевых товарищей, их последние письма родным. Ему не только удаётся выжить, но и последним патроном сбить немецкого аса.

## В ролях
| Актёр               | Роль                                                                   |
| ------------------- | ---------------------------------------------------------------------- |
| Вячеслав Баранов    | Андрей Булыгин                                                         |
| Нина Русланова      | мать Андрея                                                            |
| Татьяна Догилева    | Таня медсестра                                                         |
| Эдуард Бочаров      | Огородников                                                            |
| Георгий Дрозд       | фон Бетгер немецкий лётчик, атаковавший Андрея (позывной — «Фальке-5») |
| Сергей Плотников    | Николаич                                                               |
| Виктор Мирошниченко | раненый                                                                |
| Юрий Назаров        | майор                                                                  |
| Геннадий Корольков  | капитан                                                                |
| Лидия Ежевская      | медсестра                                                              |
| Валентина Хмара     | медсестра                                                              |
| Алла Мещерякова     | медсестра                                                              |
| Сергей Пижель       | моряк                                                                  |
| Николай Кочегаров   | раненый                                                                |
| Николай Карнаухов   | раненый                                                                |
| Николай Сморчков    | раненый                                                                |
| Виктор Уральский    | рулевой                                                                |
| Сергей Юртайкин     | Мохов                                                                  |
| Игорь Скляр         | «Суслик» немецкий лётчик                                               |
| Евгений Быкадоров   | раненый                                                                |
| Алиса Виноградова   | эпизод                                                                 |

## Съёмочная группа
- Оператор-постановщик: Элизбар Караваев
- Режиссёр-постановщик: Аркадий Сиренко
- Художник-постановщик: Александр Самулекин
- Композитор: Эдисон Денисов
- Звукооператор: Владимир Мазуров
- Сценаристы: Виктор Астафьев, Евгений Федоровский